# Rothenfels (Deining)

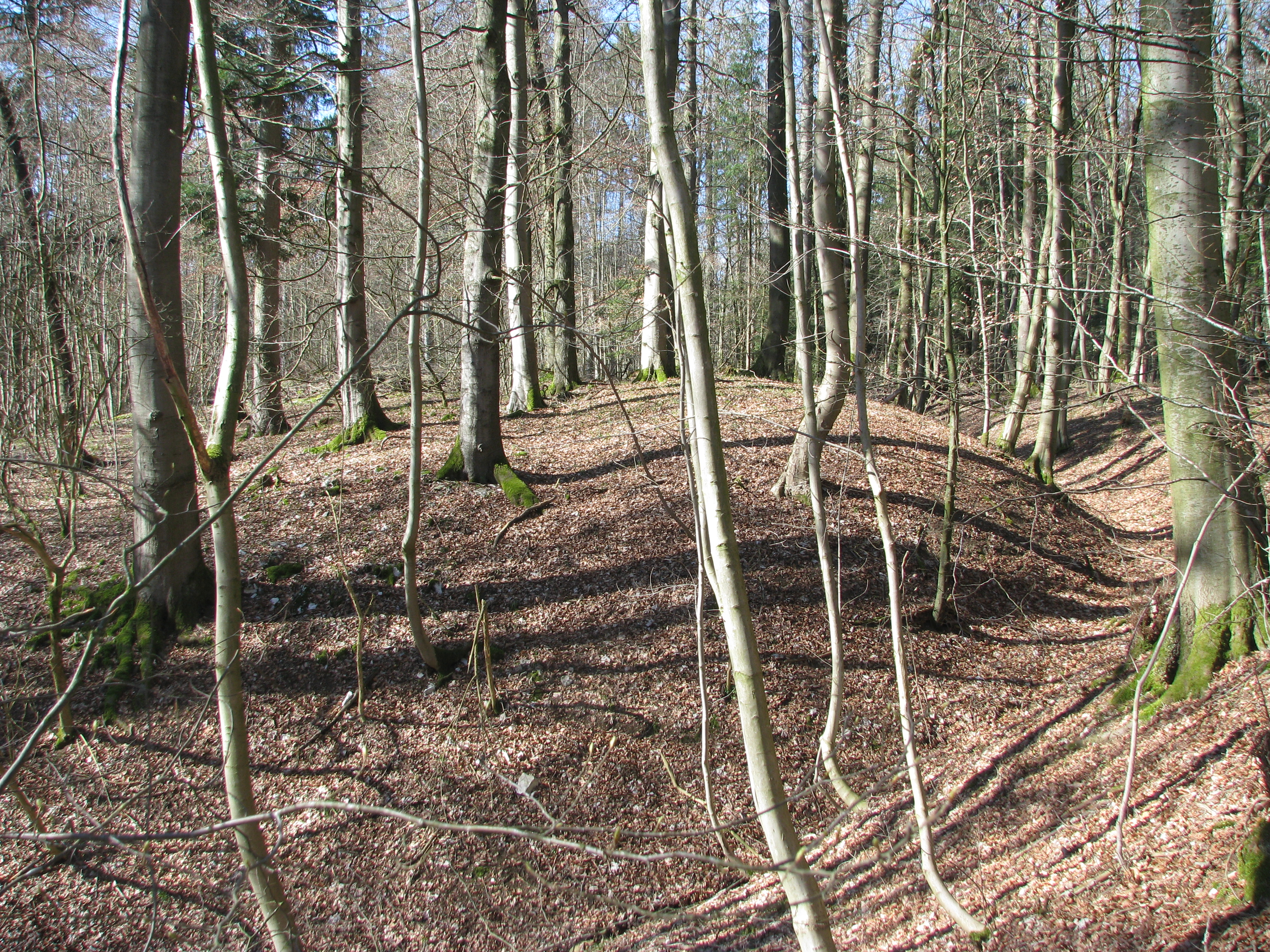
Burgstall-Hügel

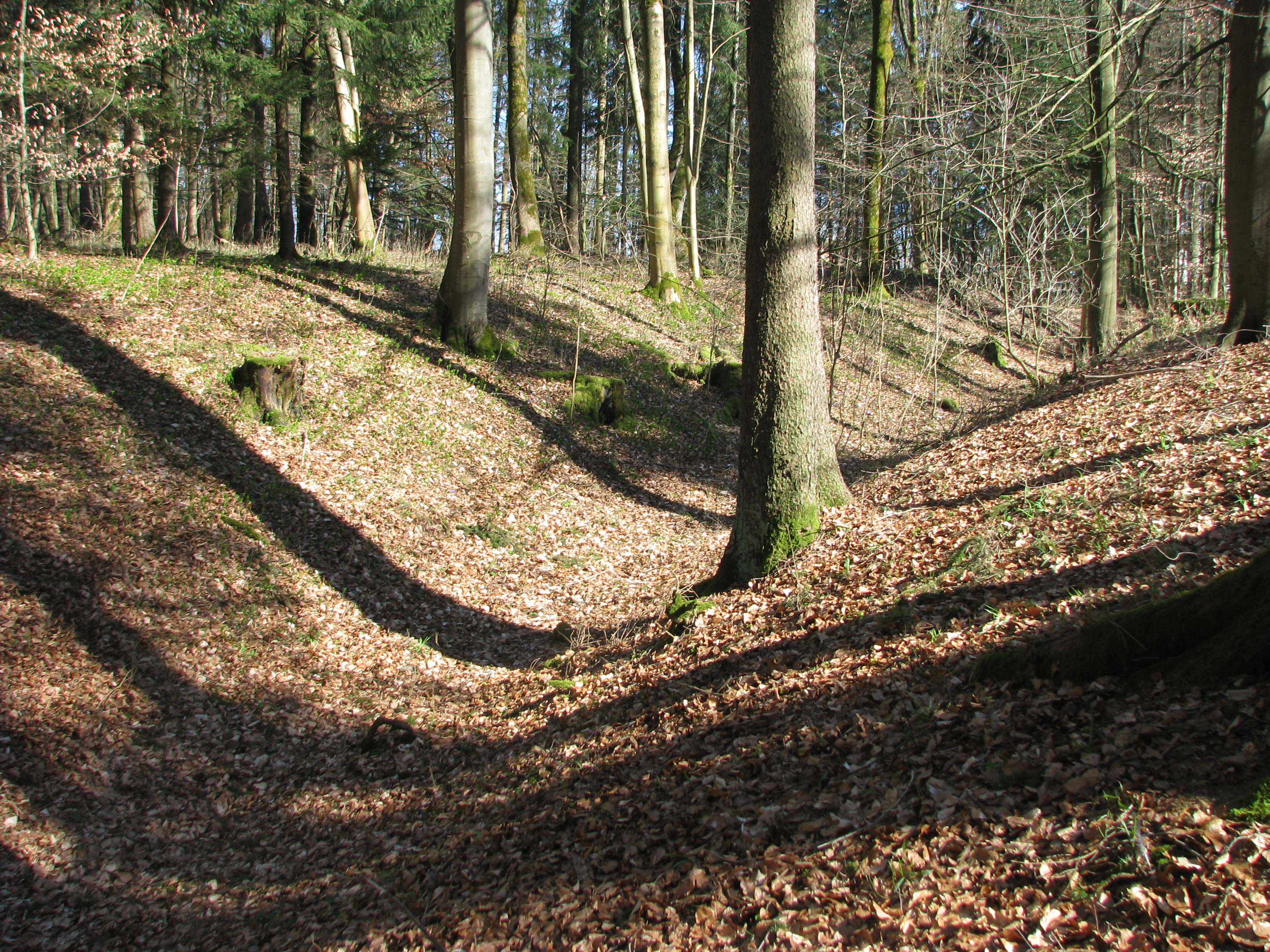
Wallgraben

Rothenfels ist ein Gemeindeteil der Gemeinde Deining im Landkreis Neumarkt in der Oberpfalz.

## Geografie
Das Dorf Rothenfels ist der nördlichste Teil des Gemeindegebietes und liegt an einem Waldsaum nur wenige hundert Meter von Oberbuchfeld entfernt.

## Geschichte
- Die namensgebende Familie von Rothenfels, wahrscheinlich ursprünglich Reichsministeriale der Staufer, ist im Mannesstamm von 1227 bis 1360 nachweisbar.[2] Zu Beginn des 14. Jahrhunderts kam es unter den Brüdern der dritten Generation, Heinrich, Hermann, Konrad und Braun von Rothenfels, zu einer Aufteilung der Burg. Der offenbar in wirtschaftliche Not geratene Heinrich III. übertrug 1331 sein Drittel gegen Leibrente an Kaiser Ludwig den Bayern zu Lehen.[2] Die Familie konnte diesen Anteil als Lehen zurück erwerben, kam aber bald an den Rande ihrer Existenz. Die Folge war der Verkauf eines Teils ihrer Stammburg und Herrschaft kurz vor 1350 an Albrecht von Wolfstein. Den anderen Teil verkauften nach dem Tode des Fritz von Rothenfels 1360/68 seine Stiefbrüder Heinrich und Friedrich Volkolt von Tann an die Brüder Heinrich und Wilhelm Loterbeck.[2]
- 1360 verkaufte Albrecht von Wolfstein seinen Teil an den Marquard den Loterbecken. Ebenfalls 1360 erhielten Fritz von Rothenfels und Heinz Volkolt von Thann von Ludwig dem Brandenburger die beiden Teile zum Lehen, die er vorher besessen hatte. In einer Urkunde vom 6. Juli 1360 versprachen sie zugleich, auch den dritten Teil von den Wolfsteinern zurückzukaufen. Doch die Loterbecken behielten das Wolfsteiner Erbe bis zum Beginn des 15. Jahrhunderts.[3]
- 1376 wurde Hans Kellner zu Rothenfels und danach wurden Hans Loterbeck und sein Vetter Wilhelm als Besitzer erwähnt.[4]
- 1399 ist ein Erhart der Loterbeck als Besitzer erwähnt.[4]
- Verhängnisvoll für die Familie wurde die Fehde des Hans Loterbeck, langjähriger Landrichter der Grafschaft Hirschberg, mit Hans Stauffer von Ehrenfels, in die 1424 der Markgraf Friedrich von Brandenburg eingriff und die Veste Rothenfels Anfang Oktober belagerte.[5] Hans und sein Sohn Wilhelm mussten am 8. Oktober 1424 in Schwabach Frieden schwören und auf alle Ansprüche aus dieser Belagerung verzichten.[6]
- 1426 kauften die Brüder Lorenz und Friedrich von Wolfstein die Burg Rothenfels.[7] (Als die Wolfsteiner ihnen den Besitz streitig machten, klagten sie 1427 vor dem Pfalzgrafen Johann, sie hätten die Feste mit allem Zubehör gekauft.??)
- 1446 ging die Burg in den Besitz von Wolfgang und Gottfried von Sulzbürg über, dann an Rudolph Alber, Kanzler des Schultheißenamts zu Neumarkt.
- 1467 verlieh König Friedrich III. dem Rudolph Alber und seinen Erben das Gericht „bey seinem Schlosse Rotenfels“.[8]
- 1470 Rudolph Alber verkaufte Rothenfels an die Burggräfin Anna von Meißen.[9]
- 1481 verkaufte sie mit Zustimmung ihres Mannes Heinrich des Älteren, Graf zu Hartenstein und Herr zu Plauen, an den fränkischen Ritter Heinrich von Lüchau zu Brunn, Amtmann zu Colmberg,[10]
- 1486 am Schloss Rothenfels mit Zubehör aufgrund des Heiratsvertrages seines Enkels Jos von Lüchau mit der Tochter des Erasmus Truchseß von Baldersheim (bei Aub/Unterfranken) an diesen.[11][12]
- 1491 ließ Erasmus Truchseß von Baldersheim ein Salbuch anlegen, wonach zum Schloss Rothenfels Besitzungen in Oberbuchfeld, Unterbuchfeld, Deining, Siegenhofen, Pelchenhofen, Kadenzhofen, Arzthofen und Tauernfeld gehörten.[13][2]
- Seit 1494 mehrten sich die Hinweise auf eine starke Verschuldung des Erasmus Truchseß von Baldersheim und seiner Frau Margareth, die zu ersten Verkäufen in Hagenhofen (1496), Rothenfels (1499/1502) und Pelchenhofen (1504) führte.[14]
- 1504 Beim Landshuter Erbfolgekrieg muss wohl die Burg wie die in Deining zerstört und geschleift worden sein. Übrig blieb nur das Gut (Schloss).
- 1511–1530 zählte Philips Truchseß zu Rotenfels zu den Oberpfälzer Landsassen[15] und verkaufte mit seiner Familie das Holz Katzenbühl an die Deininger Frühmesse.[16]
- 1512 wurde als Eigentümer von Gut Rothenfels Martin Truchseß genannt.
- 1534 verkaufte Philipp, Truchseß von Baldersheim das Schloss mit Zustimmung seiner Geschwister mit allen Besitzungen an Kurfürst Ludwig und Pfalzgraf Friedrich für 800 Gulden.[17]
- Damals gehörten zum Gut noch 4 Höfe in Rothenfels, ein Hof, Wald und Wiesen in Siegenhofen, eine Wiese zu Arzthofen, sowie 12 Waldstücke mit 1000 Morgen und Waidkäse aus den Dörfern Tauernfeld, Oberbuchfeld und Siegenhofen.[18]
- Von da an unterstand das Gut dem Rentamte Neumarkt. Die Lehensherrschaft erhielt der Ittelhofer zu Deining. (Quelle ?)
- 1541 erlaubte Pfalzgraf Friedrich dem Georg Burkarter, Kaufmann aus Neumarkt, und seinen Nachkommen, das Schloss Rothenfels wieder aufzubauen.[19]
- 1543 wurde als letztes ehemaliges Zubehör des Schlossgutes von den Vormündern der Kinder des Philipp Truchsess von Baldersheim dem Georg Stiegler, Bürger zu Neumarkt, Zinsen und Gülten aus ihrem Hof zu Waltersdorf, 4 Gütern mit Schwarwerksgerechtigen zu Deining, aus einem Gut zu Mittersthal und ein Acker zu Siegenhofen verkauft.[20][20]
- 1634: In Deining und Winnberg brannten die Schweden die Kirchen ab. Auch in Siegenhofen, Mittersthal und Leutenbach brannten viele Häuser, ebenso das Schloss Rothenfels. Dies war das Ende des Rittergutes, heute ist nur noch ein Teil des Wallgrabens im Wald erkennbar.

Rothenfels gehörte zur Gemeinde Oberbuchfeld und wurde mit dieser am 1. Januar 1976 in die Gemeinde Deining eingegliedert.

### Einwohnerentwicklung
- 1830: 52 (9 Höfe)[22]
- 1871: 51 (19 Gebäude) (Großviehbestand 1873: 4 Pferde, 55 Rinder)[23]
- 1900: 64 (11 Wohngebäude)[24]
- 1925: 78 (11 Wohngebäude)[25]
- 1950: 77 (11 Wohngebäude)[26]
- 1961: 80 (12 Wohngebäude)[27]
- 1987: 56 (13 Wohngebäude, 15 Wohnungen)[28]
- 2011: 77
- 2017: 77[29]